# Wetzikon
Wetzikon je mesto z okoli 25.000 prebivalci v Švici v okraju Hinwil kantona Zürich. Mesto leži ob jezeru Pfäffikersee, med mestama Uster in Rapperswil-Jona. V mestu je tudi središče Kantonschule Zürcher Oberland (KZO) v Zurich Oberland in regionalne bolnice, Gesundheitsversorgung Zürcher Oberland. Mesto je oddaljeno 20 minut od Glavne železniške postaje Zurich.

## Šport
- FC Wetzikon nogometni klub
- EHC Wetzikon hokejski klub

## Znani prebivalci
- Franjo Brozinčević († 1933.), avtomobilski inženir
- Ueli Maurer, švicarski minister in predsednik leta 2013 in 2019